# 拉索纳
拉索纳（法語：La Sonnaz，法語發音：[la sɔna]）是瑞士弗里堡州的一个市镇，位於該國西部，處於弗里堡西北面4.5公里，面積6.9平方公里，海拔高度575米，截至2018年12月31日总人口为1,190人。

## 外部連結
- Official website （页面存档备份，存于） （法文）
- Cormagens在線上《瑞士歷史辭典》中的德文、法文或版詞條。
- Corbaz, La在線上《瑞士歷史辭典》中的德文、法文或版詞條。
- Lossy在線上《瑞士歷史辭典》中的德文、法文或版詞條。
- Lossy-Formangueires在線上《瑞士歷史辭典》中的德文、法文或版詞條。
- Formangueires在線上《瑞士歷史辭典》中的德文、法文或版詞條。

1. ↑  . 瑞士联邦统计署.   [2019年1月13日].
2. ↑  . 瑞士联邦统计署. 2019年4月9日  [2019年4月11日].